# Пасічний Олександр Станіславович
Олександр Станіславович Пасічний (нар. 3 листопада 1972, м. Миколаїв) — український приватний підприємець, політик. Народний депутат України 9-го скликання. Член Комітету Верховної Ради з питань бюджету.

## Життєпис
Закінчив Український державний морський технічний університет, спеціальність «Технологія та обладнання зварювального виробництва» (інженер-механік).
Працював торгівельним представником у філіалі компанії Coca-Cola. У 1998 році став приватним підприємцем. Його компанія є офіційними дистриб'юторами продукції брендів «Рудь» та «Три ведмеді». Очолював футбольну команду «Варварівка», Миколаївську міську федерацію футболу.
Активно займається благодійною та волонтерською діяльністю.
Голова Федерації футболу Миколаївської області.
Кандидат у народні депутати від партії «Слуга народу» на парламентських виборах у 2019 році (виборчий округ № 127, м. Очаків, Заводський район м. Миколаєва, Миколаївський, Очаківський райони). На час виборів: фізична особа-підприємець, безпартійний. Проживає в м. Миколаєві.
У липні 2019 року, за сприяння керівника Федерації футболу Миколаївської області та кандидата від Слуги народу Олександра Пасічного у місті Миколаїв відбувся Кубок вуличного футболу, учасникам якого вручали м'ячі від ФФМО. Захід супроводжувався агітацією за Пасічного як за кандидата у народні депутати. У деяких ЗМІ охарактеризували це, як використання власної посади для політичної агітації.